# Geozoo

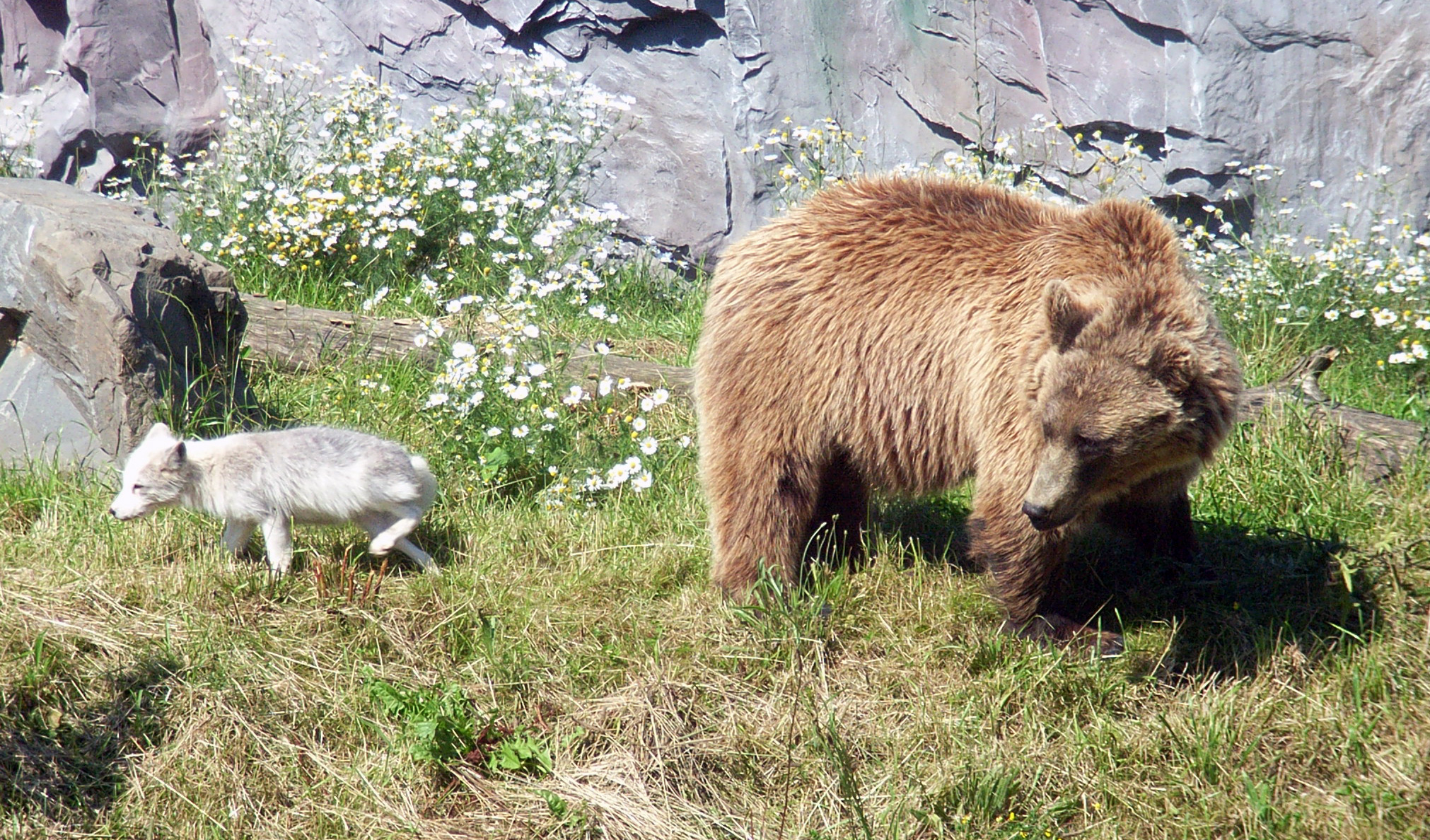
Kodiakbär und Polarfuchs im ZOOM Gelsenkirchen

Der Geozoo ist eine besondere Art der Zoogestaltung. Die Tiere werden hier nicht
nach systematischen, sondern nach geographischen Gesichtspunkten gehalten.
So findet man beispielsweise einen Löwen eher neben Zebras, Giraffen oder Elefanten als bei verwandten Arten wie Tigern  oder Pumas.
Der erste Zoo dieser Art war der Tierpark Hellabrunn in München. Der innovative Ansatz Münchens bei der Zoogestaltung setzte nach und nach neue Maßstäbe, da immer mehr Parks in den USA und anderswo dieses Modell übernahmen.
Auch heute in der Zeit der „natürlich gehaltenen“ Zootiere ist es ein wichtiger Bestandteil, die Tiere wie in ihren Lebensräumen in großzügig zusammenhängenden Dioramen zu zeigen.

## Bekannte Geozoos

### Deutschland
- ZOOM Gelsenkirchen – Erdteile: Afrika, Asien, Alaska; Spezialteil: Grimberger Hof
- Zoo Hannover – Erdteile: Sambesi/Afrika, Dschungelpalast/Asien/Indien, Yukon Bay/Alaska, Outback/Australien; Spezialteile: Afi Mountain, Meyershof, „Restlicher Zooteil“
- Tierpark Hellabrunn, München – Erdteile: Afrika, Asien, Australien, Amerika, Europa, Polarium; Spezialteile: Urwaldhaus, Affenhaus, Elefantenhaus, Schildkrötenhaus, Villa Dracula, Dschungelzelt, Kinderzoo Streichelgehege
- Zoo Leipzig – Erdteile: Afrika, Asien, Südamerika; Spezialteile: Pongoland, Gondwanaland, Gründergarten

### Europa
- Diergaarde Blijdorp, Rotterdam – Erdteile: Afrika, Asien, Europa, Nordamerika, Südamerika, Ozeanium
- Dierenpark Emmen – Erdteile: Afrika, Asien, Amerika, Australien, Europa
- Gaiazoo, Kerkrade – Erdteile: Afrika, Amerika, Europa; Spezialteile: Eiszeit, Karbon, Kreide
- Pairi Daiza, Brugelette – Erdteile: Afrika („The Land of Origins“), Antarktis („Cambron-by-the-Sea“), Australien („Southern Cape“), Europa („The Last Frontier“), Nordamerika und Sibirien („The Land of the Cold“), Südamerika („Cambron-Abbey“), Südostasien („The Kingdom of Ganesha“), Zentralasien („The Middle Kingdom“)
- Zoo Kopenhagen – Erdteile: Afrika, Asien, Südamerika, Skandinavien, Inseln; Spezialteile: Tropenzoo, Kinderzoo
- Zoo Salzburg – Erdteile: Afrika, Südamerika, Eurasien, Australien
- Zoo Zürich – Erdteile: Eurasien, Südamerika, Afrika, Australien; Spezialteile: Zoolino, Masoala-Regenwaldhalle

### Asien
- Tama-Zoo, Tokio – Erdteile: Afrika, Asien, Australien; Spezialteil: Insektarium

### Nordamerika
- Calgary Zoo, Calgary – Erdteile: Afrika, Australien, Eurasien, kanadische Wildnis; Spezialteile: Große Säugetiere und Primaten, Prähistorischer Park, Conservatory
- Toronto Zoo, Scarborough – Erdteile: Afrikanische Savanne, Amerika, Australien, Kanada, Eurasien, Indonesien-Malaysia; Spezialteile: Entdecker-Zone, Kinderzoo
- Minnesota Zoological Garden, Apple Valley – Erdteile: Minnesota Trail, Northern Trail, Tropics Trail; Spezialteile: Entdeckerbucht, Kinderzoo
- North Carolina Zoo, Asheboro – Erdteile: Afrika, Nordamerika
- Baton Rouge Zoo, Baton Rouge – Erdteile: Afrika, Atchaflaya-Bucht, Australien, Südamerika; Spezialteile: Kinderzoo, Aquarium von Louisiana
- Cleveland Metroparks Zoo, Cleveland – Erdteile: Afrikanische Savanne, australisches Erlebnis, nördliche Gebiete; Spezialteile: Wasservogelteich, Primaten, Katzen und Fische, Regenwald
- Columbus Zoo and Aquarium, Columbus – Erdteile: Afrikanischer Busch, asiatische Entdeckungsreise, Australien, Inseln Südostasiens, Nordamerika; Spezialteile: Reptilien, Dickhäuter, Küstengewässer
- Jacksonville Zoo and Gardens, Jacksonville – Erdteile: Afrika, Australien, Südamerika; Spezialteile: Menschenaffen, Kinderzone, Hauptteil, wildes Florida
- Kansas City Zoo, Kansas City – Erdteile: Afrika, Asien, Australien; Spezialteile: „International Festival“